# Carlos Asprilla
Pour les articles homonymes, voir Asprilla.
Carlos Asprilla, né le 19 octobre 1970 à La Paila (Colombie), est un footballeur colombien, qui évoluait au poste de défenseur central à l'América Cali, à l'Unión Magdalena, à l'Unión Santa Fe, à Los Andes, à l'Independiente Medellín, au Deportivo Cali, à Junior, au Millonarios, à l'Atlético Bucaramanga, à Herediano, au Deportiva Aucas, à l'Atlético Balboa et à La Serena, ainsi qu'en équipe de Colombie.
Asprilla ne marque aucun but lors de ses dix sélections avec l'équipe de Colombie entre 1997 et 2000. Il participe à la Copa América en 1997 et à la Gold Cup en 2000 avec la Colombie.

## Carrière
- 1990-1992 :  América Cali
- 1993 :  Unión Magdalena
- 1993-1995 :  Unión Santa Fe
- 1995-1996 :  Los Andes
- 1996-1997 :  América Cali
- 1998-1999 :  Independiente Medellín
- 2000 :  Deportivo Cali
- 2001 :  Junior
- 2001 :  Millonarios
- 2002 :  Atlético Bucaramanga
- 2002-2003 :  Herediano
- 2003 :  Deportiva Aucas
- 2003-2004 :  Atlético Balboa
- 2005-2006 :  La Serena [1]

## Palmarès

### En équipe nationale
- 10 sélections et 0 but avec l'équipe de Colombie entre 1997 et 2000
- Finaliste de la Gold Cup 2000

### Avec l'America de Cali
- Vainqueur du Championnat de Colombie en 1990, 1992 et 1997

### Avec Millonarios
- Vainqueur de la Copa Merconorte en 2001